# Mario Moschetti
Mario Moschetti (Roma, 1879-1880 – Catania, 1960) è stato uno scultore italiano.

## Biografia
La formazione artistica dello scultore di origini romane Mario Moschetti appare incerta. Secondo alcune fonti apprese l'arte alla scuola del padre Giulio Moschetti, mentre per altre egli fu essenzialmente un autodidatta. Le divergenze tra le fonti sarebbero da ricondurre ai contrasti con il Moschetti padre, eccessivamente critico verso l'operato del figlio. Quel che è certo è che, malgrado i biasimi - veri o presunti - Mario lo affiancò nel compimento di alcune delle principali opere a lui attribuite. Secondo la spiegazione del giornalista Saverio Fiducia, l'eccellenza paterna, quasi naturalmente, avrebbe pesato sulla fama di Mario Moschetti, ma nulla di più, dal momento che segui sempre il padre fedelmente e ne fu il più efficace collaboratore.
L'arrivo di Mario Moschetti a Catania risale al 1889, dopo che il padre era stato incaricato l'anno prima dall'architetto Carlo Sada di occuparsi, insieme ad altri eccellenti artisti, della decorazione del Teatro Bellini di Catania. Seguì un trasferimento a Malta, poi a Siracusa e infine il definitivo ritorno a Catania. A Malta, dove gli scultori siciliani erano particolarmente apprezzati, il giovane Moschetti esordì realizzando busti e altre opere minori. Tornato a Catania, egli divenne famoso sia per l'esecuzione di teste infantili sia per la realizzazione di ritratti bronzei e marmorei di illustri personaggi. Tra questi si ricordano: l'architetto Carlo Sada, il pittore Giuseppe Sciuti, gli scrittori Giovanni Verga e Luigi Capuana, il poeta Mario Rapisardi, l'incisore Francesco Di Bartolo, i giuristi Angelo Majorana, Simili e Castiglione, i medici Salvatore Tomaselli e Ingrassia, e ancora politici, attori, schermitori. Nel 1907, in occasione della II Esposizione Agricola Siciliana (14 aprile-1 dicembre 1907), espose nella sezione dedicata alle belle arti una testina, Pubertas, molto apprezzata dai critici, tra cui lo scrittore Federico De Roberto. Nel 1907 furono inaugurate le due fontane di piazza Filippo Crescimanno a Melilli - ivi presenti fino al 1971 -, adornate da una coppia di statue in cemento raffiguranti due contadine opera di Moschetti. Tra le commissioni pubbliche affidate al padre, e a cui Mario Moschetti partecipò quando il genitore era ancora in vita, vanno ricordate la Fontana di Diana a Siracusa e la Fontana di Proserpina a Catania.
Secondo le fonti Giulio Moschetti, pur avendo accumulato discrete fortune, dissipò il patrimonio e quando morì, nel 1909, precipitò il figlio Mario in una sfortuna economica che durò fino alla fine dell'esistenza. Tuttavia la produzione artistica di Mario Moschetti - in totale circa quattrocento le sculture da lui modellate - non si arrestò, almeno fino ad un decennio prima di morire.
Nel 1911 scolpì le tre statue collocate nella facciata della Chiesa di Santa Barbara a Paternò. Nel 1916, a Melilli, dove aveva già operato, realizzò nel transetto destro della Chiesa Madre di San Nicolò, una Cappella interamente in pietra pomice che riproduce la "Grotta di Lourdes" e in cui si trova una statua della Madonna omonima. Nel 1921 risultò il vincitore del concorso bandito dal Circolo artistico di Catania per la lapide della casa di Capuana, anche se l'iniziativa poi purtroppo fallì. Nel 1926 ritornò a Malta, per eseguire i quattro grandi Evangelisti che ornano l'interno della Chiesa del Naxaro. Realizzò poi la statua marmorea del Divin Salvatore della Chiesa Matrice di Militello, donata dal benefattore Salvatore Sessa e posta alla fine degli anni venti nel prospetto del tempio. Nel 1930 partecipò alla I Mostra delle Industrie per la Sicilia e la Calabria, Sezione Arte Pura.
Egli modellò le statue della Fede e della Carità per la cappella dell'altare maggiore della Chiesa di San Bartolomeo a Giarratana, costruita nel 1935. Proprio nell’altare del patrono S.Bartolomeo, l'artista, che era famoso per le sue testine di fanciulli, a corona del cartiglio e dello stemma, inserì una serie di angeli ispirati ai volti dei bimbi di Giarratana incontrati durante l’esecuzione delle due statue più grandi. Per la Confraternita dell'Immacolata di Misterbianco, nota come "Confraternita dei maestri", eseguì la statua dell'Immacolata custodita presso la cappella cimiteriale del sodalizio. È una sua creazione anche la statua della Madonna delle Grazie, realizzata nel 1938 e collocata nella loggia centrale della facciata della Chiesa Madre di Misterbianco.
Il giornalista Francesco Granata, suo amico, il quale ereditò un memoriale manoscritto dell'artista intitolato "Ricordi di Gioventù-In colloquio con i fantasmi del passato" scrisse, su La Sicilia del 15 dicembre 1970, che tanto sicuro e spedito era nell'arte quanto incerto e timido era nella vita privata. Per tal ragione Moschetti non riuscì mai a contrarre matrimonio, rammaricandosene, sebbene conobbe numerose donne nel corso della sua vita.
Tra il 1948 e il 1950 l'artista cadde rovinosamente da una scala presso il Teatro Massimo Bellini di Catania, dove si trovava per restaurare alcune opere. Da quel momento non recuperò mai pienamente le sue facoltà. Negli ultimi anni si mantenne grazie ad un "assegno di grazia" di quindicimila lire elargito mensilmente dal Comune di Catania dalla fine del 1952. La morte lo colse nel 1960 nella sua povera casa posta al n.45 della vecchia strada che da Catania porta a Ficarazzi.
Alla mano di Mario Moschetti è legato il gruppo scultoreo del Teatro Bellini di Adrano, il quale rappresenta una trilogia allegorica dell'arte del teatro, attraverso l'incarnazione della Tragedia, della Musica e della Commedia.
Altre opere realizzate dal Moschetti furono le Cariatidi ed i telamoni classicheggianti di Palazzo Monaco a Catania, cioè lo stabile progettato dall'Ing. Luciano Nicolosi per il cav. Antonino Monaco, edificio che diventò dal 1931 - e fino al 1977 - sede dell'INPS provinciale.
A Giarre mise a punto la modifica, di cui si ignorano finora le vicende e le fasi temporali, della fontana artistica opera dello scultore Antonio De Francesco, nota popolarmente come Fontana della Pupa, creata alla fine del primo decennio del ‘900, e  non molti anni dopo trasferita presso Villa Margherita. Il soggetto originario era una  Sirena (‘a Pupa ) domatrice di cavalli marini, le cui forme suscitarono l'indignazione da parte del clero del tempo che fece sì che essa fosse trasformata e spostata da piazza Mons. Alessi all'attuale ubicazione. Così Moschetti, sempre con l’uso del cemento armato plasticamente trattato, sostituì la figura femminile con un piuttosto pensoso dio del mare che sostenendosi col tridente anziché brandirlo, sovrasta i tre cavalli marini originali di De Francesco, con cui giocano un po’ sgomenti tre putti. Tutto ciò in linea con le tendenze rodiniane, che si colgono anche a Nunziata.  Da qui il nome di Fontana del Nettuno.  Queste modifiche denotano significativamente la differenza tra il gusto da rêverie ancora classicheggiante pre-Guerra e gli embrioni di esistenzialismo e scetticismo degli anni Venti e successivi.Nell’area inizialmente occupata dalla fontana fu eretto nel 1929 il Monumento ai Caduti giarresi nella prima guerra mondiale, fatto arrivare da Roma.
A lui si deve anche l'esecuzione di statue per il Cinema Hall, in via Etnea, chiuso nel 1932, dove oggi sorge La Rinascente, così come il Monumento D'Agata e il Monumento Brancati a Catania, e il Monumento del Canonico Randazzo a Paternò. Tra i monumenti funerari degni di nota si ricordano la tomba di Amelia Rapisardi e quella Desi, entrambe al camposanto di Catania. Presso il cimitero monumentale di Palazzolo Acreide, per la tomba di Sebastiano Golino(1888-1929) realizzò in proporzioni reali la statua di un ispirato ragazzo alato in cemento.
Va menzionato il Monumento ai Caduti di Militello in Val di Catania, del 1924, costituito da un obelisco in marmo bianco sul quale si slancia la statua in bronzo raffigurante il Fante italiano. Ai piedi dell'obelisco attende vigile un leone marmoreo.
Eseguì il Monumento ai Caduti di Nunziata, frazione di Mascali in provincia di Catania. Qui l'artista dotò il gruppo monumentale di due figure realizzate col materiale innovativo del cemento (comunque già utilizzato dal padre Giulio, nel 1904 nella Fontana di Proserpina a Catania, e da Antonio De Francesco nel 1912 a Giarre per la Sirena Domatrice), due nudi maschili raccolti che ricordano le pose michelangiolesche, per niente retoriche,  meditabonde, simboliche,personificanti secondo l’esegesi i fiumi Piave e Isonzo, collocati ai lati opposti del pilastro su cui è posta la statua bronzea del Fante vittorioso, anch’egli in atteggiamento non molto retorico, più a presidio di difesa che di oltranza. L'opera fu scoperta nel 1930, dopo che, nel 1928, a pochi giorni dall'inaugurazione, fu necessario un precipitoso smontaggio a causa di una devastante eruzione dell'Etna. Attualmente, in luogo di un’aquila marmorea appiattita alla base del monumento originario, ha trovato posto un non meglio identificato uccello ad ali aperte che sembra voler prendere il volo.
Mario Moschetti ha ricevuto l'apprezzamento di noti storici dell'arte, giornalisti e intellettuali siciliani. Enzo Maganuco lo descrisse come «artista sincero e solitario, cuore rovente, nostalgico e quasi ascetico»; Saverio Fiducia lo paragonò al palermitano Giacomo Serpotta; Pino Lembo, commentando il mezzobusto del medico Tomaselli, elogiò Moschetti per la perfetta somiglianza, la fedeltà delle linee, dell'atteggiamento e dell'espressione.
Nello studio del Moschetti lavorò da giovane il maestro Archimede Cirinnà.